# Pont de Cran
Pour les articles homonymes, voir Cran.
Le pont de Cran est un pont tournant sur la Vilaine, reliant les communes de Rieux et de Saint-Dolay (Morbihan).

## Localisation
Le pont de Cran est le seul pont sur la Vilaine entre ceux de La Roche-Bernard et de Redon. Il est situé à 2 km au sud-ouest du bourg de Rieux et traverse le fleuve dans la direction nord-est—sud-ouest, au niveau du hameau de Cran, sur la commune de Saint-Dolay mais à proximité du bourg de Théhillac. La route qui l'emprunte est la D 114.

## Description
Le pont de Cran est composé d'une travée fixe longue de 125 m, en béton armé, et d'une travée mobile en métal, d'une longueur de 23 m. Les embarcations avec un tirant d'air supérieur à 5,80 m ne peuvent pas franchir le pont sans que la travée mobile ne soit actionnée.

## Histoire
Les anciennes cartes d'état-major indiquent que le site du pont de Cran était jadis un passage sur la Vilaine, nommé « passage de Cran ». La traversée se faisait en bac, malgré les dangereux remous. Le bac de Cran est connu depuis le Moyen-Âge, il fut plusieurs fois abandonné au cours des siècles puis repris jusqu'en 1962.
L’Institution d'aménagement de la Vilaine (IAV) est créé en 1961 avec l'objectif de mener de grands projets d'aménagement du fleuve. Le plus important d'entre eux, le barrage d'Arzal, devait s'accompagner de trois ponts routiers en amont. De ces trois ouvrages, un seul fut réalisé, celui de Cran. Sa mise en service eut lieu en septembre 1964.
Le choix d'un pont tournant vient du fait qu'un règlement de navigation sur la Vilaine impose un tirant d'air de 27 m à tous les ponts qui la traversent.